# Patrik Schick
Patrik Schick (* 24. ledna 1996, Praha) je český fotbalový útočník a reprezentant, od 31. srpna 2020 je hráčem německého klubu Bayer Leverkusen. Za rok 2016 zvítězil v české anketě Fotbalista roku v kategorii Talent roku. V téže anketě za rok 2021 se stal vítězem hlavní kategorie. V roce 2021 byl britským deníkem The Guardian zahrnut v žebříčku 100 nejlepších fotbalistů. V roce 2022 vyhrál novinářskou anketu Zlatý míč o nejlepšího českého fotbalistu za sezonu 2021/22.
Na Mistrovství Evropy 2020 uspořádaném až později v roce 2021 pomohl národnímu mužstvu postoupit do čtvrtfinále a s pěti góly byl nejlepším střelcem turnaje společně s Cristianem Ronaldem.

## Klubová kariéra

### AC Sparta Praha
Svoji fotbalovou kariéru začal v pražské Spartě. V sezoně 2013/2014 nastřílel v starším dorostu Sparty 22 gólů ve 29 zápasech a přes juniorské mužstvo a rezervu se propracoval do prvního týmu. V 1. české lize debutoval 3. května 2014 ve 27. kole proti FK Teplice (prohra Sparty 1:3), když v 84. minutě vystřídal Josefa Hušbauera. V sezóně 2013/14 slavil se Spartou Praha zisk ligového titulu již ve 27. kole 4. května 2014. 17. května 2014 získal se Spartou double po výhře 8:7 v penaltovém rozstřelu ve finále Poháru České pošty proti Viktorii Plzeň, i když ve finálovém duelu nenastoupil. Nastoupil v prvním utkání semifinále proti FK Baumit Jablonec 16. dubna 2014 (porážka 1:3).
V evropských pohárech debutoval 18. září 2014 v prvním utkání základní skupiny I Evropské ligy 2014/15 proti italskému týmu SSC Neapol (porážka 1:3).

#### Bohemians 1905 (hostování)
V červnu 2015 odešel na hostování do Bohemians 1905. V sezóně 2015/16 Synot ligy nastoupil k 27 zápasům a vstřelil v nich 8 gólů.

### Sampdoria Janov

#### 2016/2017
V červenci 2016 se zrealizoval za 4 miliony eur jeho přestup ze Sparty do italského prvoligového klubu Sampdoria Janov. Premiérový gól v Serii A vstřelil 26. října 2016 v utkání proti Juventusu (porážka 1:4). V Itálii se během prvního půlroku dobře uvedl a začaly se o něj zajímat další celky Serie A. V červnu 2017 byl blízko přestupu do Juventusu Turín, neprošel však zdravotními testy. Dalším zájemcem byl Inter Milán, o hráče se zajímaly i kluby AS Řím, Paris Saint-Germain FC, AS Monaco, Borussia Dortmund a SSC Neapol.

#### 2017/2018 – Hostování v AS Řím
Koncem srpna 2017 se Sampdoria dohodla s jiným italským prvoligovým klubem AS Řím na prodeji hráče. Nejprve odešel za 5 milionů eur na roční hostování, které se poté změnilo díky povinné opci v přestup za dalších 33 milionů eur (celkem 38 milionů eur, cca 988 milionů Kč). Tím se Schick stal nejdražší posilou AS Řím v historii (překonal přestupový rekord 36 milionů eur Argentince Gabriela Batistuty z roku 2000) a po Pavlu Nedvědovi druhým nejdražším českým fotbalistou.
| Gól                          | Datum        | Soutěž (kolo)             | Zápas                    | Skóre (minuta) | Výsledek |
| ---------------------------- | ------------ | ------------------------- | ------------------------ | -------------- | -------- |
| 1                            | 20. 12. 2017 | Coppa Italia (Osmifinále) | AS Řím – Turín FC        | 1:20(85.)      | 1:2      |
| 2                            | 21. 4. 2018  | Serie A (34.)             | S.P.A.L. 2013 – AS Řím   | 0:30(60.)      | 0:3      |
| 3                            | 28. 4. 2018  | Serie A (35.)             | AS Řím – AC ChievoVerona | 1:00(9.)       | 4:1      |
| 2017/18: Liga – 2, Pohár – 1 |              |                           |                          |                |          |

### AS Řím

#### 2018/2019
První gól sezony vstřelil 11. listopadu proti svému bývalému klubu Sampdorii. Během podzimní části se AS zranil hlavní ofenzivní hráč Edin Džeko a Patrik Schick tak dostával více příležitostí, odehrál i 5 zápasů základní části Ligy mistrů, proti Realu Madrid a Plzni dokonce v základní sestavě. Povedené utkání zažil Schick 26. prosince proti Sassuolu. Na začátku utkání zařídil pro AS Řím penaltu, kterou vzápětí proměnil Perotti a ve 23. minutě sám zvyšoval na 2:0. Schick si málem vstřelil vlastní gól, ale míč o necelý milimetr nepřešel celým objemem přes brankovou čáru. V osmifinálovém utkání Coppa Italia sestřelil dvěma góly třetiligový Virtus Entella.
| Gól                                   | Datum        | Soutěž (kolo)             | Zápas                       | Skóre (minuta) | Výsledek |
| ------------------------------------- | ------------ | ------------------------- | --------------------------- | -------------- | -------- |
| 4                                     | 11. 11. 2018 | Serie A (12.)             | AS Řím – UC Sampdoria       | 2:00(59.)      | 4:1      |
| 5                                     | 26. 12. 2018 | Serie A (18.)             | AS Řím – US Sassuolo Calcio | 2:00(23.)      | 3:1      |
| 6                                     | 15. 1. 2019  | Coppa Italia (Osmifinále) | AS Řím – Virtus Entella     | 1:00(1.)       | 4:0      |
| 7                                     | 15. 1. 2019  | Coppa Italia (Osmifinále) | AS Řím – Virtus Entella     | 3:00(47.)      | 4:0      |
| 8                                     | 11. 3. 2019  | Serie A (27.)             | AS Řím – Empoli FC          | 2:10(33.)      | 2:1      |
| 2018/19: Liga – 3, Pohár – 2          |              |                           |                             |                |          |
| Celkem za AS Řím: Liga – 5, Pohár – 3 |              |                           |                             |                |          |

#### 2019/2020 – Hostování v RB Leipzig
Nový trenér AS Řím Paulo Fonseca příliš se Schickem nepočítal, začalo se tedy mluvit o Schickově hostování. Největšími zájemci byli anglický Newcastle nebo německé celky Borussia Dortmund a RB Leipzig. Schick nakonec odešel na roční hostování do RB Leipzig, s možností uplatnění opce v případě postupu Lipska do Ligy mistrů. Vinou zranění debut odehrál až 5. října proti Leverkusenu, hrál závěrečných 27 minut. Následovala reprezentační pauza, během které se ovšem Schick opět zranil. Po zranění se vrátil do formy, až do přerušení soutěže nastřílel v 15 zápasech celkem 7 gólů a byl třetím nejlepším střelcem Lipska po Sabitzerovi (8) a suverénním Wernerovi (21). Kvůli přerušení soutěže z důvodu pandemie koronaviru ale není jisté, zda Lipsko uplatní výkupní klauzuli v Schickově smlouvě. Podle italského deníku Gazzetta dello Sport Lipsko začalo s Římem jednat ohledně Schickovy ceny, která má být ve výši 29 milionů eur, německý celek doufal ve snížení ceny na 20 milionů.
| Gól                            | Datum        | Soutěž (kolo)    | Zápas                                 | Skóre (minuta) | Výsledek |
| ------------------------------ | ------------ | ---------------- | ------------------------------------- | -------------- | -------- |
| 1                              | 30. 11. 2019 | Bundesliga (13.) | SC Paderborn – RB Leipzig             | 0:10(3.)       | 2:3      |
| 2                              | 14. 12. 2019 | Bundesliga (15.) | Fortuna Düsseldorf – RB Leipzig       | 0:10(2.)       | 0:3      |
| 3                              | 17. 12. 2019 | Bundesliga (16.) | Borussia Dortmund – RB Leipzig        | 3:30(78.)      | 3:3      |
| 4                              | 21. 12. 2019 | Bundesliga (17.) | RB Leipzig – FC Augsburg              | 2:10(80.)      | 3:1      |
| 5                              | 1. 2. 2020   | Bundesliga (20.) | RB Leipzig – Borussia Mönchengladbach | 1:20(50.)      | 2:2      |
| 6                              | 15. 2. 2020  | Bundesliga (22.) | RB Leipzig – Werder Brémy             | 2:00(39.)      | 3:0      |
| 7                              | 1. 3. 2020   | Bundesliga (24.) | RB Leipzig – Bayer 04 Leverkusen      | 1:10(32.)      | 1:1      |
| 2019/20: Liga – 7              |              |                  |                                       |                |          |
| Celkem za RB Leipzig: Liga – 7 |              |                  |                                       |                |          |

### Bayer Leverkusen

#### Sezóna 2020/21
Schick posílil 8. září 2020 německý klub Bayer Leverkusen, se kterým podepsal smlouvu na pět let.
Přestupová částka činila 26,5 milionu eur, což bylo v přepočtu přibližně 703 milionů korun.
Při svém soutěžním debutu 13. září jednou skóroval a pomohl vyhrát 1. kolo domácího poháru proti Eintrachtu Norderstedt 7:0.
První ligový zápas ve dresu Leverkusenu si zahrál jako střídající hráč 20. září, kdy v 63. minutě nahradil Lucase Alaria. Leverkusen v 1. kole na půdě Wolfsburgu remizoval 0:0.
O šest dní později nastoupil v základní sestavě proti svému bývalému týmu, Lipsku, Leverkusen ovšem doma remizoval i druhé utkání, tentokráte 1:1.
Premiérový gól v Bundeslize v novém působiští vstřelil 3. října 2020 do sítě Stuttgartu hlavičkou ve 3. kole. Po dvaceti minutách ale musel střídat, neboť se zranil. Natržení zadního stehenního svalu jej připravilo o reprezentační duely,
na hřiště se vrátil až v průběhu listopadu.
Ve venkovním zápase 8. kola proti Arminii Bielefeld 21. listopadu se vrátil na fotbalové trávníky a odehrál zbylých 22 minut, během nichž strhl Leverkusen na svoji stranu výhru 2:1.
Proti Schalke v 10. kole odehraném 6. prosince byl jedním ze strůjců výhry 3:0 venku, když se trefil levou nohou a pomohl mužstvu udržet ligovou neporazitelnost.
Ve 12. kole se gólem podílel na výhře proti Kölnu (Kolínu) a pomohl Leverkusenu setrvat v čele tabulky.
V následujícím kole 19. prosince otevřel skóre ve „šlágru“ s Bayernem Mnichov, závěrečné minuty ale kvůli svalovému zranění nedohrál a Leverkusen přišel o výhru a podlehl v domácím prostředí 1:2.

#### Sezóna 2021/22
První gól sezóny zaznamenal ve druhém ligovém kole proti Mönchengladbachu 21. srpna a podílel se na vysokém domácím vítězství 4:0. Přesně o týden později se po individuální akci znovu gólově prosadil, to se Leverkusenu podařilo vyhrát 4:1 na půdě Augsburgu. Venkovní výhře dopomohly dva úvodní soupeřovy vlastní góly, u toho prvního byl Schick, který si tímto připsal asistenci.
Dne 4. prosince 2021 vstřelil během 26 minut do sítě Greuther Fürth 4 góly v domácím zápase 14. kola a pomohl Leverkusenu vyhrát 7:1. Stal se prvním fotbalistou tohoto klubu v jeho historii, který dal 4 góly za jeden zápas Bundesligy. V dalším kole otevřel na hřišti Eintrachtu Frankfurt skóre, dále přidal svůj druhý gól z penalty, domácí ovšem zápas 12. prosince otočili a vyhráli 5:2, čímž ukončili sérii tří ligových výher Leverkusenu po sobě. O tři dny později dostal do vedení svůj tým dvěma góly, hostující Hoffenheim ale po 80. minutě vyrovnal na 2:2. Za podzimní část sezóny zaznamenal 16 gólů a překonal klubový rekord držený Ulfem Kirstenem se 14 góly. Po podzimní části byl se 16 góly druhým nejlepším střelcem Bundesligy v závěsu za útočníkem Bayernu Mnichov Robertem Lewandowskim (19 gólů).
V průběhu prosince 2021 byl britským deníkem The Guardian zahrnut v žebříčku 100 nejlepších fotbalistů, kde obsadil 79. příčku. Na české scéně se v téže době umístil sedmý v anketě „Sportovec roku“. Na konci prosince ovládl hlasování podzimní části ankety 26. ročníku českého Zlatého míče.
Ve střílení gólů pokračoval i v dalším roce, 8. ledna dal gól berlínskému Unionu při domácí remíze 2:2. O sedm dní později podpořil výhru 2:1 vítězným gólem do brány Borussie Mönchengladbach. Předtím z penalty nepřekonal soupeřova brankáře Yanna Sommera. Jeho 20. gól v ligové sezóně nezabránil 18. února porážce 2:3 s Mainzem (Mohučí). Kvůli zranění však pár minut po začátku druhé půle musel střídat.
Schickův návrat na trávník se odehrál 2. dubna, jako střídající hráč byl v lize přítomen u výhry 2:1 nad Herthou. V boji o příčky zaručující Ligu mistrů vyhrál Leverkusen 23. dubna 4:1 nad Greuther Fürth a 2. května nad Eintrachtem Frankfurt 2:0 a v obou zápasech se jednou trefil i Schick. Ligu mistrů následně zaručila výhra 4:2 proti Hoffenheimu 7. května. Ke dvěma gólům přidal ještě asistenci na gól Moussy Diabyho.
29. května poprvé vyhrál anketu Fotbalista roku ziskem 949 bodů, o 258 bodů porazil reprezentačního spoluhráče a obhájce ocenění Tomáše Součka. 20. září 2022 vyhrál novinářskou anketu Zlatý míč o nejlepšího českého fotbalistu za sezonu 2021/22.

## Reprezentační kariéra

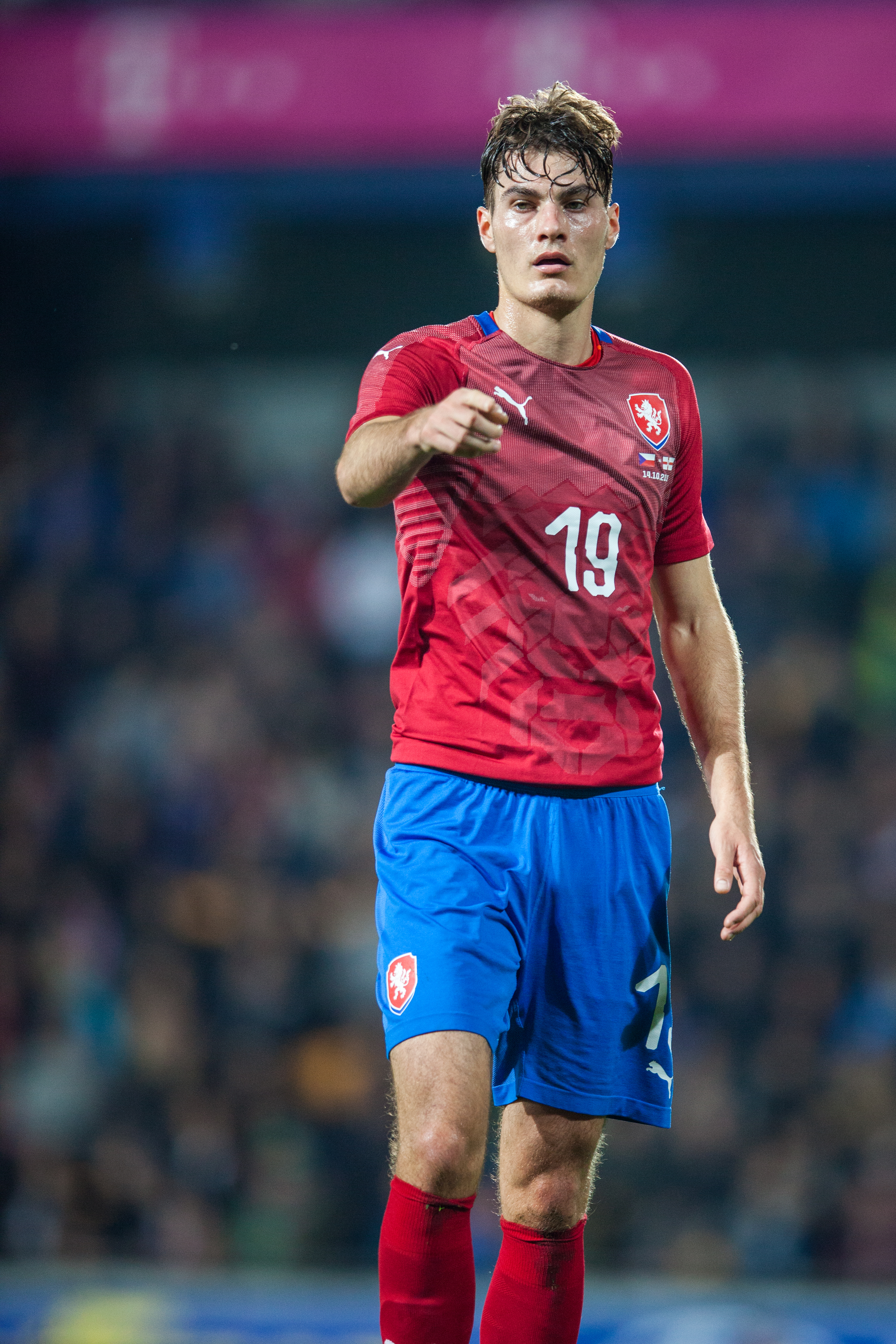
Patrik Schick v dresu české reprezentace proti Severnímu Irsku (Stadion Letná, 2019)

Schick prošel mládežnickými reprezentacemi ČR od kategorie U16. S 10 vstřelenými góly se stal králem střelců v kvalifikaci na Mistrovství Evropy hráčů do 21 let 2017. Trenér Vítězslav Lavička jej v červnu 2017 zařadil do 23členné nominace na evropský šampionát v Polsku. Český tým obsadil se třemi body 4. místo v základní skupině C.
V A-mužstvu Česka debutoval pod trenérem Pavlem Vrbou 27. května 2016 v přípravném utkání na EURO 2016 v rakouském Kufsteinu proti reprezentaci Malty (výhra 6:0). Nastoupil na hřiště v 66. minutě a při svém debutu vstřelil gól.
V březnu 2021 byl nominován na utkání zahajující kvalifikaci na MS 2022, stejně jako ostatní čeští reprezentanti z Bundesligy měl ale být původně k dispozici pouze pro první zápas s Estonskem. V předvečer zápasu s Belgií však německá vláda rozhodla o uvolnění proticovidových opatření v podobě vyřazení Česka a Spojeného království ze seznamu rizikových zemí, čímž odpadla hráčům po návratu do Německa nutnost povinné čtrnáctidenní karantény, kterou bundesligové kluby nechtěli dopustit. Z důvodu nejasného počátku platnosti se ale tito hráči připojili ke zbytku týmu až ve Walesu. Schick nastoupil v základní sestavě jak proti Estonsku, kdy se dokonce prosadil i gólově, tak proti Walesu, kdy ovšem na začátku druhého poločasu obdržel červenou kartu. Šlo o jeho první starty za reprezentaci od října 2019. V červnu 2021 nastoupil k přípravnému zápasu proti Albánii, ve kterém vstřelil jubilejní 1500. gól české reprezentace.

### EURO 2020
Mistrovství Evropy 2020 neboli EURO bylo kvůli pandemii covidu-19 o rok odloženo. Na konci května roku 2021 jej reprezentační trenér Jaroslav Šilhavý jmenoval do konečné 26-členné nominace na evropský turnaj. Po prvním přípravním zápase s Itálií (porážka 0:4) otevřel Schick skóre ve druhém takovém zápase proti Albánii a pomohl vyhrát 3:1. V prvním zápase skupiny „D“ v Glasgow proti domácímu Skotsku 14. června dvěma góly rozhodl o výhře 2:0. Nejprve hlavičkou po rohovém kopu, zkraje druhého poločasu pak ze 45 metrů překonal vysoko postaveného brankáře soupeře. Proti Chorvatsku 18. června znovu v Glasgow poslal Schick národní tým do vedení, když byl faulován loktem obránce Dejana Lovrena a rozhodčí udělil Česku penaltu. Ačkoliv mu po faulu tekla z nosu krev, penaltu proměnil. Po poločase srovnal soupeř na konečných 1:1. Před zápasem ve Wembley proti domácí Anglii 22. června byl již postup zaručen a Češi drželi čelo tabulky. Porážka 0:1 odsunula tým na třetí místo. Po skupinové fázi patřilo útočníkovi dělené první místo v počtu vyslaných střel.
V osmifinále s Nizozemskem 27. června v Budapešti se po bezgólovém poločase dostal Schick do souboje s obráncem Matthijsem de Ligtem, jenž za zahrání balónu rukou obdržel červenou kartu. Český tým dostal do vedení Tomáš Holeš, který deset minut před koncem asistoval gólu Schicka na konečných 2:0. Čtvrtfinále s Dánskem se konalo 3. července v Baku ale navzdory Schickově snížení na 1:2 tímto výsledkem skončilo. Schick pátým gólem na turnaji dorovnal počin Milana Baroše z Mistrovství Evropy 2004. Zlatou kopačku pro nejlepšího střelce turnaje obdržel Cristiano Ronaldo, který kromě pěti gólů zaznamenal oproti Schickovi též asistenci. Schick vyhrál hlasování fanoušků o nejlepší gól turnaje na webu UEFA za svojí trefu proti Skotsku.

### Reprezentační zápasy a góly
Zápasy Patrika Schicka v A-týmu české reprezentace
| 2016                | 3  | 1  |
| 2017                | 2  | 0  |
| 2018                | 9  | 4  |
| 2019                | 8  | 4  |
| 2021                | 8  | 6  |
| 2022                | 2  | 1  |
| Celkem              | 30 | 15 |
| Platí k 14. 6. 2021 |    |    |

Góly Patrika Schicka v A-týmu české reprezentace

| Gól | Datum              | Místo                                                                | Zápas | Soupeř            | Skóre | Výsledek | Soutěž                                            |
| --- | ------------------ | -------------------------------------------------------------------- | ----- | ----------------- | ----- | -------- | ------------------------------------------------- |
| 1.  | 27. května 2016    | Kufstein Arena, Kufstein, Rakousko                                   | 1.    | Malta             | 6–0   | 6–0      | Přátelský zápas                                   |
| 2.  | 26. března 2018    | Guangxi Sports Center, Nan-ning, Čína                                | 7.    | Čína              | 2–1   | 4–1      | China Cup 2018                                    |
| 3.  | 6. září 2018       | Městský fotbalový stadion Miroslava Valenty, Uherské Hradiště, Česko | 10.   | Ukrajina          | 1–0   | 1–2      | Liga národů UEFA 2018/2019                        |
| 4.  | 13. října 2018     | City Arena Trnava, Trnava, Slovensko                                 | 11.   | Slovensko         | 2–1   | 2–1      | Liga národů UEFA 2018/2019                        |
| 5.  | 19. listopadu 2018 | Sinobo Stadium, Praha, Česko                                         | 14.   | Slovensko         | 1–0   | 1–0      | Liga národů UEFA 2018/2019                        |
| 6.  | 7. června 2019     | Generali Arena, Praha, Česko                                         | 17.   | Bulharsko         | 1–1   | 2–1      | Kvalifikace na Mistrovství Evropy ve fotbale 2020 |
| 7.  | 7. června 2019     | Generali Arena, Praha, Česko                                         | 17.   | Bulharsko         | 2–1   | 2–1      | Kvalifikace na Mistrovství Evropy ve fotbale 2020 |
| 8.  | 10. června 2019    | Andrův stadion, Olomouc, Česko                                       | 18.   | Černá Hora        | 3–0   | 3–0      | Kvalifikace na Mistrovství Evropy ve fotbale 2020 |
| 9.  | 7. září 2019       | Fadil Vokrri Stadium, Priština, Kosovo                               | 19.   | Kosovo            | 1–0   | 1–2      | Kvalifikace na Mistrovství Evropy ve fotbale 2020 |
| 10. | 24. března 2021    | Arena Lublin, Lublin, Polsko                                         | 23.   | Estonsko          | 1–1   | 6–2      | Kvalifikace na Mistrovství světa ve fotbale 2022  |
| 11. | 8. června 2021     | Generali Arena, Praha, Česko                                         | 26.   | Albánie           | 1–0   | 3–1      | Přátelský zápas                                   |
| 12. | 14. června 2021    | Hampden Park, Glasgow, Skotsko                                       | 27.   | Skotsko           | 1–0   | 2–0      | Mistrovství Evropy ve fotbale 2020                |
| 13. | 14. června 2021    | Hampden Park, Glasgow, Skotsko                                       | 27.   | Skotsko           | 2–0   | 2–0      | Mistrovství Evropy ve fotbale 2020                |
| 14. | 18. června 2021    | Hampden Park, Glasgow, Skotsko                                       | 28.   | Chorvatsko        | 1–0   | 1–1      | Mistrovství Evropy ve fotbale 2020                |
| 15. | 27. června 2021    | Puskás Aréna, Budapešť, Maďarsko                                     | 30.   | Nizozemsko        | 2–0   | 2–0      | Mistrovství Evropy ve fotbale 2020                |
| 16. | 3. července 2021   | Olympijský stadion, Baku, Ázerbájdžán                                | 31.   | Dánsko            | 1–2   | 1–2      | Mistrovství Evropy ve fotbale 2020                |
| 17. | 11. října 2021     | Ak Bars Arena, Kazaň, Rusko                                          | 33.   | Bělorusko         | 1–0   | 2–0      | Kvalifikace na Mistrovství světa ve fotbale 2022  |
| 18. | 27. září 2022      | Kybunpark, St. Gallen, Švýcarsko                                     | 35.   | Švýcarsko         | 1–2   | 1–2      | Liga národů UEFA 2022/2023                        |
| 19. | 10. června 2024    | Malšovická aréna, Hradec Králové, Česko                              | 38.   | Severní Makedonie | 1–0   | 2–1      | Přátelský zápas                                   |
| 20. | 22. června 2024    | HSH Nordbank Arena, Hamburk, Německo                                 | 40.   | Gruzie            | 1–1   | 1–1      | Mistrovství Evropy ve fotbale 2024                |
| 21. | 22. března 2025    | Malšovická aréna, Hradec Králové, Česko                              | 43.   | Faerské ostrovy   | 1–0   | 2–1      | Kvalifikace na Mistrovství světa ve fotbale 2026  |
| 22. | 22. března 2025    | Malšovická aréna, Hradec Králové, Česko                              | 43.   | Faerské ostrovy   | 2–1   | 2–1      | Kvalifikace na Mistrovství světa ve fotbale 2026  |
| 23. | 25. března 2025    | Estádio Algarve, Faro/Loulé, Portugalsko                             | 44.   | Gibraltar         | 2–0   | 4–0      | Kvalifikace na Mistrovství světa ve fotbale 2026  |
| 24. | 6. června 2025     | Doosan Arena, Plzeň, Česko                                           | 45.   | Černá Hora        | 2–0   | 2–0      | Kvalifikace na Mistrovství světa ve fotbale 2026  |

## Úspěchy a ocenění
- Talent roku FAČR – 2016[1]
- Fotbalista roku FAČR – 2021[2]
- Nejlepší jedenáctka sezóny Bundesligy podle kickeru – 2021/22[70]

## Osobní život
Jeho starší sestra Kristýna Schicková (* 1994) je modelka, v roce 2013 byla finalistkou České miss. S manželkou Hanou Schickovou má dceru Victorii a syna Nicolase.